# Instantánea fotográfica

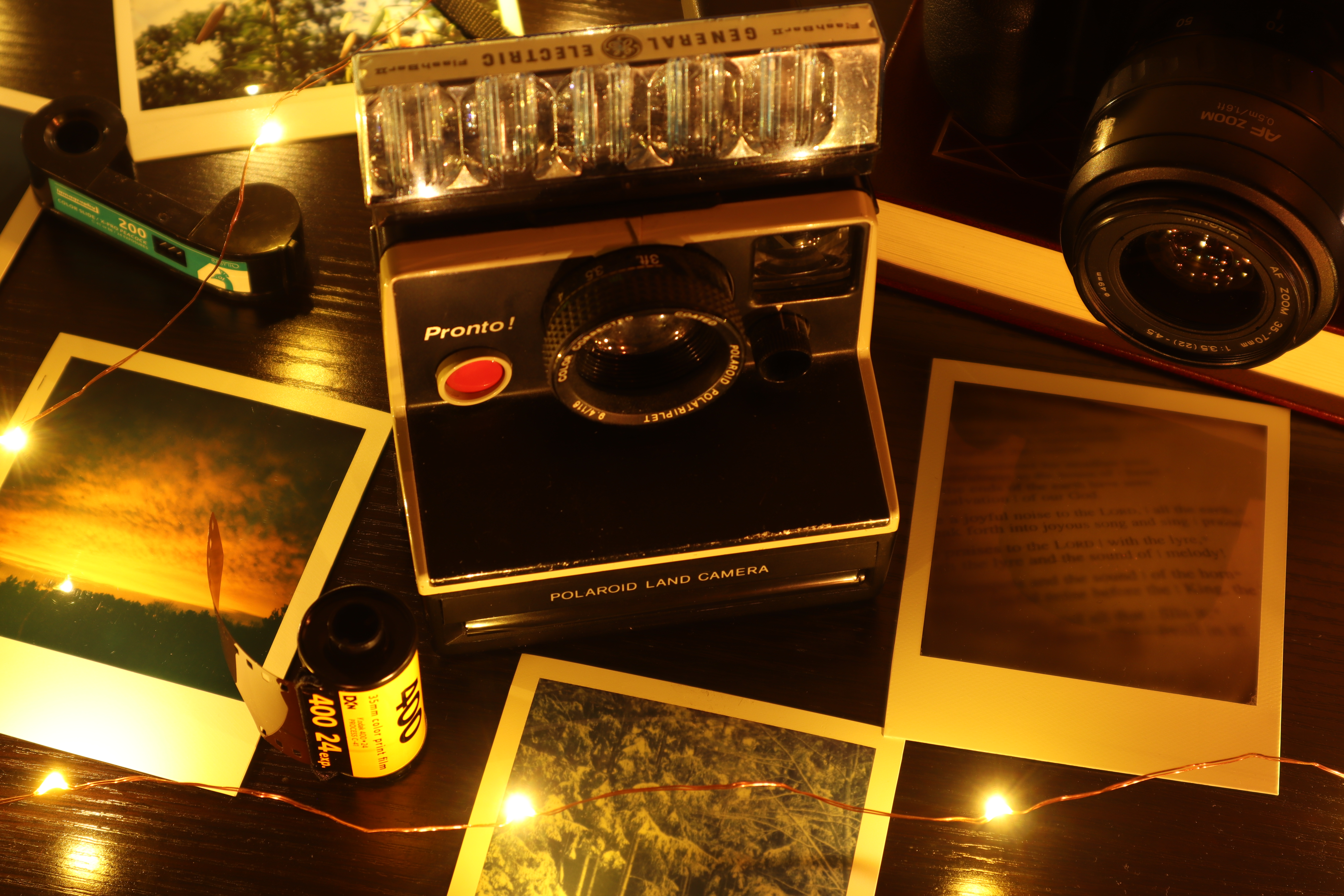
Cámara Polaroid.

Varias décadas de desarrollo en el campo tecnológico de la fotografía fueron necesarias para poder captar una imagen de la realidad de forma instantánea. Los primeros daguerrotipos o calotipos precisaban extensos tiempos de exposición que impedían controlar las imágenes, razón por la cual muchas de ellas acababan saliendo parcialmente movidas. Todo lo que se movía salía borroso; por ejemplo, las personas que no permanecían inmóviles, o los animales. La aparición del Colodión Húmedo supuso un gran avance por la reducción de los tiempos de exposición, pero no fue hasta el desarrollo del Gelatino-bromuro y la posterior utilización del carrete de celuloide de la casa Kodak cuando habitualmente se congeló un instante de la realidad en las fotografías.
La Casa Laurent, fundada por J. Laurent en Madrid, realizó muchas instantáneas de corridas de toros, en placas secas al gelatino bromuro, del formato 27 x 36 centímetros. Dichas fotografías fueron tomadas hacia el año 1887, inmediatamente después de fallecer Laurent. Los negativos originales, de vidrio, se conservan en el Instituto del Patrimonio Cultural de España, del Ministerio de Cultura (España).